# Židovi Visokog
Židovi su nekadašnja etnička i vjerska skupina koja je djelovala u Visokom, u Bosni i Hercegovini. Sjedište Židovske općine se nalazilo u Visokom. 

## Povijest
Naziv židovske zajednice u Visokom prije Drugog svjetskog rata bio je Jevrejska bogoštovna opština Visoko, čiji je broj članova stalno varirao. Tijekom Prvog svjetskog rata u Visokom je bilo mnogo izbjeglica iz okoline i iz Sarajeva. Nakon rata mnoge obitelji su ostale u Visokom, a neke su se vratile u svoja mjesta. Između dva svjetska rata brojno stanje se mijenjalo. Osim Sefarda, bilo je i Aškenaza, koji su bili liječnici, odvjetnici, zubari, profesori i geometri. Svi su Židovi Visokog bili u dobrim odnosima sa svim etnijama, te su učestvovali u svim kulturnim, športskim i nacionalnim manifestacijama svih naroda koji su živjeli u Visokom. 
Židovi Visokog uglavnom su se bavili sitnom trgovinom i zanatima. Bili su: limari, brijači, krojači, kožari, obućari i krpadžije. Jedino je Elijas Kabiljo bio dobrostojeći. On se doselio iz Sarajeva, pa je u Visokom sagradio ciglanu, zidao kuće i davao ih pod najam. Te se kuće i danas nalaze u Visokom i zovu ih "Kabiljine kuće".
Godine 1941. godine ukupno je na području visočkog sreza živjelo 199 Židova, ako se tu ubroje i oni koji su živjeli u Brezi, Varešu, Fojnici i Kiseljaku. Odmah po dolasku Nijemaca u Visoko, Židovi su morali zatvoriti svoje radnje, pa i sinagogu. Bili su masovno, bez razloga, uhićeni, a istodobno su im bile opljačkane radnje i stanovi. U lipnju 1941. godine svi Židovi muškarci su bili lišeni slobode, uzeti su kao taoci. Kada su ih pustili iz zatvora, nisu više mogli preuzeti svoje radnje, jer su u njima bili postavljeni povjerenici.
Prva grupa visočkih Židova odvedena je 2. kolovoza 1941. godine u logor Gospić, zajedno s 20 Srba. Dana 30. listopada 1941. godine odvedeni su svi odrasli muškarci u logor Jasenovac. U veljači 1942. godine pokupljene su žene s djecom i svi drugi Židovi, osim nekoliko ljekara i apotekara koji su bili neophodno potrebni.  
Od 199 visočkih Židova Drugi svjetski rat je preživjelo 18 (12 muških i 6 ženskih). Od tih se u redovima narodnooslobilačke borbe nalazilo 10, u izbjeglištvu 8, a preostalih 181 ubijeni su u logorima. Od onih koji su odvedeni u logore, jedini je preživio Ado Kabiljo, koji je pobjegao iz logora Jasenovac i otišao u partizane. Za vrijeme Drugog svjetskog rata, ali i poslije bio je na raznim dužnostima u JNA. Umro je u Beogradu 2002. godine.

## Sinagoga
Ubrzo nakon Austro-Ugarske okupacije u Visokom se gradi sinagoga (1885./1886.godine). Židovska općina kupuje zemljište od Ismeta Salihbegovića u današnjoj Jevrejskoj ulici, gdje gradi jednokatnu sinagogu. Židovsko groblje je podignuto 1889. godine.
Po planovima grada iz perioda prije i poslije 1911. godine, sinagogu možemo locirati negdje na sredini Jevrejske ulice. Sinagoga je bila sagrađena od kamena i opeke s visokim stropovima, nije imala nikakvih ukrasa, vanjskih ni unutrašnjih. Zidovi su bili malterisani i reljefni roza sefardske boje. Pročelje sinagoge nalazilo se u dvorištu koje je okruživalo ovaj sakralni objekt, a zadnji dio bio je okrenut prema ulici. Ulaz u sinagogu nalazio se u dvorištu s istočne strane, a zemljište na kojem je izgrađena je iza kuća Saračevića u Jevrejskoj ulici. Posljednji rabin u Visokom je bio iz porodice Kabiljo.
Tijekom Drugog svjetskog rata nacisti su pretvorili sinagogu u vojnički magacin, a krajem rata dobrim dijelom je uništena i opljačkana, te s njom i kuća rabina koja se nalazila u blizini. U fototeci Zavičajnog muzeja u Visokom postoji jedna fotografija sinagoge, najvjerojatnije snimljena 1941. ili 1942. godine, gdje je uočljivo oštećenje sinagoge. 
Po završetku Drugog svjetskog rata Židovska općina iz Zagreba dobila je nadležnost nad ovim zemljištem iz razloga što nije bilo niti jednog Židova u Visokom. Zemljište je prodato dvojici Visočana koji su porušili ostatke sinagoge i rabinov kuće i sagradili na tom prostoru dvije kuće.

## Vanjske poveznice
- Tragom brčanskih Jevreja